# Koszyłowce
Koszyłowce (ukr. Кошилівці) – wieś w rejonie czortkowskim obwodu tarnopolskiego. Wieś liczy 618 mieszkańców.

## Historia
Wieś założona w 1428.
W 1901 działała gorzelnia hrabiego Mieczysława Pinińskiego. W II Rzeczypospolitej miejscowość była siedzibą gminy wiejskiej Koszyłowce w powiecie zaleszczyckim województwa tarnopolskiego.
Latem 1941 roku, po ataku III Rzeszy na ZSRR, zabito tutaj prawdopodobnie wszystkich żydowskich mieszkańców (około 15 osób).

## Ludzie
- Anna Kurska – w majątku ziemiańskim Koszyłowce spędziła wczesne dzieciństwo[4].
- Paraska Koroluk – ukraińska dojarka, aktywna uczestniczka pomarańczowej rewolucji i następujących po niej wydarzeń politycznych na Ukrainie[5].